# Woodville (Ohio)
Woodville – wieś w Stanach Zjednoczonych, w stanie Ohio, w hrabstwie Sandusky.